# Deuxième circonscription de la Martinique
La deuxième circonscription de la Martinique est l'une des quatre circonscriptions législatives françaises que compte le département de la Martinique (972) situé en région Martinique.
Composée depuis 2012 de 17 communes du Nord de la Martinique, elle comptait en 2014 94 689 habitants et sa commune la plus peuplée était Schœlcher.

## Description géographique et démographique

### De 1986 à 2012
Avant 2012, la deuxième circonscription de la Martinique était délimitée par le découpage électoral de la loi no 86-1197 du 24 novembre 1986
, elle regroupe les divisions administratives suivantes : Cantons de Case-Pilote, Le Carbet, Fort-de-France I, Fort-de-France II, Fort-de-France III Fort-de-France IX, Fort-de-France X, Le Morne-Rouge, Le Prêcheur, Saint-Pierre, Schœlcher I, Schœlcher II.
D'après le recensement général de la population en 1999, réalisé par l'Institut national de la statistique et des études économiques (INSEE), la population totale de cette circonscription est estimée à 80494 habitants,.

### Depuis 2012
L'ordonnance n°2009-935 du 29 juillet 2009, entré en vigueur en février 2010 et appliquées pour la première fois lors des législatives de 2012, redessine en grande partie la deuxième circonscription.
Les cantons de Case-Pilote, Le Carbet, Le Morne-Rouge, Le Prêcheur, Saint-Pierre, Schœlcher I et Schœlcher II y demeurent. Les cantons de L'Ajoupa-Bouillon, Basse-Pointe, Macouba, Le Lorrain, Le Marigot, Saint-Joseph, Sainte-Marie I et Sainte-Marie II y sont rattachés depuis la première circonscription de la Martinique. Les cinq cantons de Fort-de-France concernés (I, II, III, IX et X) passent dans la nouvelle troisième circonscription.

Carte de la deuxième circonscription de la Martinique de 1958 à 1986
Carte de la deuxième circonscription de la Martinique de 1986 à 2012

La loi no 2011-884 du 27 juillet 2011 supprimant le conseil général de la Martinique, remplacé par l'Assemblée de Martinique, acte la disparition de facto des cantons. La première circonscription est composée des communes suivantes :
| Nom               | Code Insee | Intercommunalité              | Superficie (km2) | Population (dernière pop. légale) | Densité (hab./km2) |
| ----------------- | ---------- | ----------------------------- | ---------------- | --------------------------------- | ------------------ |
| L'Ajoupa-Bouillon | 97201      | CA du Pays Nord Martinique    | 12,30            | 1 871 (2014)                      | 152                |
| Basse-Pointe      | 97203      | CA du Pays Nord Martinique    | 27,95            | 3 521 (2014)                      | 126                |
| Bellefontaine     | 97234      | CA du Pays Nord Martinique    | 11,89            | 1 593 (2014)                      | 134                |
| Le Carbet         | 97204      | CA du Pays Nord Martinique    | 36,00            | 3 747 (2014)                      | 104                |
| Case-Pilote       | 97205      | CA du Pays Nord Martinique    | 18,44            | 4 464 (2014)                      | 242                |
| Fonds-Saint-Denis | 97208      | CA du Pays Nord Martinique    | 24,28            | 802 (2014)                        | 33                 |
| Grand'Rivière     | 97211      | CA du Pays Nord Martinique    | 16,60            | 634 (2014)                        | 38                 |
| Le Lorrain        | 97214      | CA du Pays Nord Martinique    | 50,33            | 7 082 (2014)                      | 141                |
| Macouba           | 97215      | CA du Pays Nord Martinique    | 16,93            | 1 089 (2014)                      | 64                 |
| Le Marigot        | 97216      | CA du Pays Nord Martinique    | 21,63            | 3 394 (2014)                      | 157                |
| Le Morne-Rouge    | 97218      | CA du Pays Nord Martinique    | 37,64            | 5 057 (2014)                      | 134                |
| Le Morne-Vert     | 97233      | CA du Pays Nord Martinique    | 13,37            | 1 872 (2014)                      | 140                |
| Le Prêcheur       | 97219      | CA du Pays Nord Martinique    | 29,92            | 1 541 (2014)                      | 52                 |
| Saint-Joseph      | 97224      | CA du Centre de la Martinique | 43,29            | 16 976 (2014)                     | 392                |
| Saint-Pierre      | 97225      | CA du Pays Nord Martinique    | 38,72            | 4 229 (2014)                      | 109                |
| Sainte-Marie      | 97228      | CA du Pays Nord Martinique    | 44,55            | 16 820 (2014)                     | 378                |
| Schœlcher         | 97229      | CA du Centre de la Martinique | 21,17            | 19 945 (2014)                     | 942                |

## Historique des députations
| Législature | Début de mandat | Fin de mandat  | Député                      | Parti politique | Observations                                                                                |
| ----------- | --------------- | -------------- | --------------------------- | --------------- | ------------------------------------------------------------------------------------------- |
| IXe         | 23 juin 1988    | 1er avril 1993 | Maurice Louis-Joseph-Dogué, | Socialiste,     |                                                                                             |
| Xe          | 2 avril 1993    | 21 avril 1997  | Pierre Petit,               | RPR,            | Mandat écourté à la suite d'une dissolution parlementaire décidée par Jacques Chirac.       |
| XIe         | 12 juin 1997    | 18 juin 2002   | Pierre Petit                | RPR             |                                                                                             |
| XIIe        | 19 juin 2002    | 19 juin 2007   | Alfred Almont,              | UMP,            |                                                                                             |
| XIIIe       | 20 juin 2007    | 19 juin 2012   | Alfred Almont,              | UMP,            |                                                                                             |
| XIVe        | 20 juin 2012    | 20 juin 2017   | Bruno Nestor Azerot         | DVG             |                                                                                             |
| XVe         | 21 juin 2017    | 23 avril 2018  | Bruno Nestor Azerot         | SE              | Remplacé à partir du 23 avril 2018 par Manuéla Kéclard-Mondésir à la suite de sa démission. |
| XVe         | 23 avril 2018   | 19 juin 2022   | Manuéla Kéclard-Mondésir    | SE              | Remplacé à partir du 23 avril 2018 par Manuéla Kéclard-Mondésir à la suite de sa démission. |
| XVIe        | 22 juin 2022    | 9 juin 2024    | Marcellin Nadeau            | Péyi-A          | Mandat écourté à la suite d'une dissolution parlementaire décidée par Emmanuel Macron.      |

## Historique des élections

### Élections de 1958
| | Aimé Césaire élu | PPM            | 17 226 | 80,26  |  |  |  |
| | Georges Gratiant | PCM            | 3 000  | 13,98  |  |  |  |
| | Georges Bardol   | SFIO           | 1 238  | 5,77   |  |  |  |
| |                  |                |        |        |  |  |  |
| Inscrits | Inscrits         | Inscrits       | 50 096 | 100,00 |  |  |  |
| Abstentions | Abstentions      | Abstentions    | 27 869 | 55,63  |  |  |  |
| Votants | Votants          | Votants        | 22 227 | 44,37  |  |  |  |
| Blancs et nuls | Blancs et nuls   | Blancs et nuls | 763    | 3,43   |  |  |  |
| Exprimés | Exprimés         | Exprimés       | 21 464 | 96,57  |  |  |  |
| Source : France, Ministère de l'intérieur. Les Elections législatives . Métropole., la Documentation française, 1960 (lire en ligne) |                  |                |        |        |  |  |  |

### Élections de 1962
| Candidat | Candidat                   | Parti          | Premier tour | Premier tour | Second tour | Second tour |  |
| Candidat | Candidat                   | Parti          | Voix         | %            | Voix        | %           |  |
| --- | -------------------------- | -------------- | ------------ | ------------ | ----------- | ----------- |  |
| | Aimé Césaire sortant réélu | PPM            | 10 681       | 77,88        | 22 661      | 100,00      |  |
| | Walter Guitteaud           | PCM            | 3 033        | 22,12        | Retrait     | Retrait     |  |
| |                            |                |              |              |             |             |  |
| Inscrits | Inscrits                   | Inscrits       | 50 579       | 100,00       | 50 733      | 100,00      |  |
| Abstentions | Abstentions                | Abstentions    | 32 671       | 64,59        | 25 104      | 49,48       |  |
| Votants | Votants                    | Votants        | 17 908       | 35,41        | 25 629      | 50,52       |  |
| Blancs et nuls | Blancs et nuls             | Blancs et nuls | 4 194        | 23,42        | 2 968       | 11,58       |  |
| Exprimés | Exprimés                   | Exprimés       | 13 714       | 76,58        | 22 661      | 88,42       |  |
| Source : France, Ministère de l'intérieur. Les Elections législatives . Métropole., la Documentation française, 1963 (lire en ligne) |                            |                |              |              |             |             |  |

Le suppléant d'Aimé Césaire était Camille Darsières, avocat au barreau de Fort-de-France.

### Élections de 1967
| | Aimé Césaire sortant réélu | PPM            | 17 120 | 54,42  |  |  |  |
| | Léon Valère                | Divers gauche  | 7 353  | 23,37  |  |  |  |
| | Edmond Valcin              | UD-Ve          | 6 721  | 21,36  |  |  |  |
| | Gérard Buval               | Divers         | 267    | 0,85   |  |  |  |
| |                            |                |        |        |  |  |  |
| Inscrits | Inscrits                   | Inscrits       | 46 264 | 100,00 |  |  |  |
| Abstentions | Abstentions                | Abstentions    | 13 299 | 28,75  |  |  |  |
| Votants | Votants                    | Votants        | 32 965 | 71,25  |  |  |  |
| Blancs et nuls | Blancs et nuls             | Blancs et nuls | 1 504  | 4,56   |  |  |  |
| Exprimés | Exprimés                   | Exprimés       | 31 461 | 95,44  |  |  |  |
| Source : France, Ministère de l'intérieur. Les Elections législatives . Métropole., la Documentation française, 1967 (lire en ligne) |                            |                |        |        |  |  |  |

Le suppléant d'Aimé Césaire était Camille Darsières.

### Élections de 1968
| | Aimé Césaire sortant réélu | PPM            | 15 907 | 52,03  |  |  |  |
| | Émile Maurice              | UDR (URP)      | 14 667 | 47,97  |  |  |  |
| |                            |                |        |        |  |  |  |
| Inscrits | Inscrits                   | Inscrits       | 49 916 | 100,00 |  |  |  |
| Abstentions | Abstentions                | Abstentions    | 17 872 | 35,8   |  |  |  |
| Votants | Votants                    | Votants        | 32 044 | 64,2   |  |  |  |
| Blancs et nuls | Blancs et nuls             | Blancs et nuls | 1 470  | 4,59   |  |  |  |
| Exprimés | Exprimés                   | Exprimés       | 30 574 | 95,41  |  |  |  |
| Source : France, Ministère de l'intérieur. Les Elections législatives . Métropole., la Documentation française, 1974 (lire en ligne) |                            |                |        |        |  |  |  |

Le suppléant d'Aimé Césaire était Camille Darsières.

### Élections de 1973
|                                   | Aimé Césaire sortant réélu | PPM                 | 16 206 | 50,11  |  |  |  |
|                                   | Edmond Valcin              | Divers droite (URP) | 14 868 | 45,98  |  |  |  |
|                                   | Fernand Germain            | MR                  | 881    | 2,72   |  |  |  |
|                                   | Louis Maugée               | Extrême gauche (CO) | 383    | 1,18   |  |  |  |
|                                   |                            |                     |        |        |  |  |  |
| Inscrits                          | Inscrits                   | Inscrits            | 56 206 | 100,00 |  |  |  |
| Abstentions                       | Abstentions                | Abstentions         | 20 671 | 36,78  |  |  |  |
| Votants                           | Votants                    | Votants             | 35 535 | 63,22  |  |  |  |
| Blancs et nuls                    | Blancs et nuls             | Blancs et nuls      | 3 197  | 9      |  |  |  |
| Exprimés                          | Exprimés                   | Exprimés            | 32 338 | 91     |  |  |  |
| Source : Ministère de l'Intérieur |                            |                     |        |        |  |  |  |

Le suppléant d'Aimé Césaire était Camille Darsières.

### Élections de 1978
|                | Aimé Césaire sortant réélu | PPM            | 21 460 | 52,61  |  |  |  |
|                | Michel Renard              | RPR            | 18 501 | 45,35  |  |  |  |
|                | Guislaine Joachim-Arnaud   | CO             | 357    | 0,88   |  |  |  |
|                | Philippe Pierre-Charles    | Extrême gauche | 272    | 0,67   |  |  |  |
|                | G. Decieux                 | Divers         | 204    | 0,50   |  |  |  |
|                |                            |                |        |        |  |  |  |
| Inscrits       | Inscrits                   | Inscrits       | 65 741 | 100,00 |  |  |  |
| Abstentions    |                            |                |        |        |  |  |  |
| Votants        |                            |                |        |        |  |  |  |
| Blancs et nuls |                            |                |        |        |  |  |  |
| Exprimés       | Exprimés                   | Exprimés       | 40 794 |        |  |  |  |

### Élections de 1981
| Candidat       | Candidat                   | Parti          | Premier tour | Premier tour | Second tour | Second tour |  |
| Candidat       | Candidat                   | Parti          | Voix         | %            | Voix        | %           |  |
| -------------- | -------------------------- | -------------- | ------------ | ------------ | ----------- | ----------- |  |
|                | Aimé Césaire sortant réélu | PPM            | 17 039       | 60,48        | 20 965      | 63,70       |  |
|                | Max Elizé                  | UDF (UNM)      | 9 549        | 33,90        | 11 948      | 36,30       |  |
|                | Gabriel Lordinot           | Extrême gauche | 980          | 3,48         |             |             |  |
|                | Christian Eneleda          | Divers droite  | 363          | 1,29         |             |             |  |
|                | Louis Maugée               | CO             | 240          | 0,85         |             |             |  |
|                |                            |                |              |              |             |             |  |
| Inscrits       | Inscrits                   | Inscrits       | 69 617       | 100,00       | 69 673      | 100,00      |  |
| Abstentions    | Abstentions                | Abstentions    | 39 786       | 57,15        | 35 178      | 50,49       |  |
| Votants        | Votants                    | Votants        | 29 831       | 42,85        | 34 495      | 49,51       |  |
| Blancs et nuls | Blancs et nuls             | Blancs et nuls | 1 660        | 5,56         | 1 582       | 4,59        |  |
| Exprimés       | Exprimés                   | Exprimés       | 28 171       | 94,44        | 32 913      | 95,41       |  |

### Élections de 1988
| Candidat       | Candidat         | Parti          | Premier tour | Premier tour | Second tour | Second tour |  |
| Candidat       | Candidat         | Parti          | Voix         | %            | Voix        | %           |  |
| -------------- | ---------------- | -------------- | ------------ | ------------ | ----------- | ----------- |  |
|                | Claude Lise élu  | PPM            | 10 003       | 48,9         | 12 815      | 50,52       |  |
|                | Pierre Petit     | RPR            | 7 144        | 34,92        | 12 550      | 49,48       |  |
|                | Miguel Laventure | UDF (AD)       | 3 310        | 16,18        |             |             |  |
|                |                  |                |              |              |             |             |  |
| Inscrits       | Inscrits         | Inscrits       | 52 709       | 100,00       | 51 954      | 100,00      |  |
| Abstentions    | Abstentions      | Abstentions    | 31 614       | 59,98        | 25 940      | 49,93       |  |
| Votants        | Votants          | Votants        | 21 095       | 40,02        | 26 014      | 50,07       |  |
| Blancs et nuls | Blancs et nuls   | Blancs et nuls | 638          | 3,02         | 649         | 2,49        |  |
| Exprimés       | Exprimés         | Exprimés       | 20 457       | 96,98        | 25 365      | 97,51       |  |

Le suppléant de Claude Lise était Auguste Armet, inspecteur des affaires sanitaires et sociales, du Lamentin. Claude Lise était apparenté au groupe socialiste.

### Élections de 1993
| Candidat       | Candidat                | Parti          | Premier tour | Premier tour | Second tour | Second tour |  |
| Candidat       | Candidat                | Parti          | Voix         | %            | Voix        | %           |  |
| -------------- | ----------------------- | -------------- | ------------ | ------------ | ----------- | ----------- |  |
|                | Pierre Petit élu        | RPR (UPF)      | 12 728       | 52,55        | 15 185      | 52,57       |  |
|                | Claude Lise sortant     | PPM            | 9 522        | 39,31        | 13 699      | 47,43       |  |
|                | Daniel Marie-Sainte     | MIM            | 971          | 4,01         |             |             |  |
|                | Roger Barbe             | Divers droite  | 659          | 2,72         |             |             |  |
|                | Philippe Pierre-Charles | CO             | 341          | 1,41         |             |             |  |
|                |                         |                |              |              |             |             |  |
| Inscrits       | Inscrits                | Inscrits       | 53 691       | 100,00       | 53 740      | 100,00      |  |
| Abstentions    | Abstentions             | Abstentions    | 28 048       | 52,24        | 23 834      | 44,35       |  |
| Votants        | Votants                 | Votants        | 25 643       | 47,76        | 29 906      | 55,65       |  |
| Blancs et nuls | Blancs et nuls          | Blancs et nuls | 1 422        | 5,55         | 1 022       | 3,42        |  |
| Exprimés       | Exprimés                | Exprimés       | 24 221       | 94,45        | 28 884      | 96,58       |  |

### Élections de 1997
| Candidat       | Candidat                   | Parti             | Premier tour | Premier tour | Second tour | Second tour |  |
| Candidat       | Candidat                   | Parti             | Voix         | %            | Voix        | %           |  |
| -------------- | -------------------------- | ----------------- | ------------ | ------------ | ----------- | ----------- |  |
|                | Pierre Petit sortant réélu | RPR               | 10 662       | 55,41        | 13 974      | 56,83       |  |
|                | Claude Cayol               | PPM               | 7 162        | 37,22        | 10 616      | 43,17       |  |
|                | Guy Saintot                | Divers écologiste | 1 044        | 5,43         |             |             |  |
|                | Huguette Fatna             | FN                | 374          | 1,94         |             |             |  |
|                | Julien Barbe               | Divers droite     | 1            | 0,01         |             |             |  |
|                |                            |                   |              |              |             |             |  |
| Inscrits       | Inscrits                   | Inscrits          | 55 176       | 100,00       | 55 184      | 100,00      |  |
| Abstentions    | Abstentions                | Abstentions       | 33 646       | 60,98        | 28 674      | 51,96       |  |
| Votants        | Votants                    | Votants           | 21 530       | 39,02        | 26 510      | 48,04       |  |
| Blancs et nuls | Blancs et nuls             | Blancs et nuls    | 2 287        | 10,62        | 1 920       | 7,24        |  |
| Exprimés       | Exprimés                   | Exprimés          | 19 243       | 89,38        | 24 590      | 92,76       |  |

### Élections de 2002
| Candidat       | Candidat                            | Parti          | Premier tour | Premier tour | Second tour | Second tour |  |
| Candidat       | Candidat                            | Parti          | Voix         | %            | Voix        | %           |  |
| -------------- | ----------------------------------- | -------------- | ------------ | ------------ | ----------- | ----------- |  |
|                | Alfred Almont élu                   | UMP            | 9 613        | 58,73        | 12 591      | 71,85       |  |
|                | Alexandre Mouriesse                 | PPM            | 3 226        | 19,71        | 4 932       | 28,15       |  |
|                | Jacob Nayaradou                     | Divers gauche  | 770          | 4,7          |             |             |  |
|                | Sylvain Bolinois                    | MIM            | 730          | 4,46         |             |             |  |
|                | Georges Louis Boutrin               | BPM            | 709          | 4,33         |             |             |  |
|                | Louis-Léonce Lecurieux-Lafferronnay | Les Verts      | 601          | 3,67         |             |             |  |
|                | Guy-Serge Saintot                   | Divers gauche  | 278          | 1,7          |             |             |  |
|                | Huguette Fatna                      | FN             | 218          | 1,33         |             |             |  |
|                | Henry Julien Barbe                  | Divers         | 136          | 0,83         |             |             |  |
|                | Carole Claire Casari                | MNR            | 86           | 0,53         |             |             |  |
|                |                                     |                |              |              |             |             |  |
| Inscrits       | Inscrits                            | Inscrits       | 58 884       | 100,00       | 58 881      | 100,00      |  |
| Abstentions    | Abstentions                         | Abstentions    | 41 504       | 70,48        | 40 124      | 68,14       |  |
| Votants        | Votants                             | Votants        | 17 380       | 29,52        | 18 757      | 31,86       |  |
| Blancs et nuls | Blancs et nuls                      | Blancs et nuls | 1 013        | 5,83         | 1 234       | 6,58        |  |
| Exprimés       | Exprimés                            | Exprimés       | 16 367       | 94,17        | 17 523      | 93,42       |  |

La suppléante d'Alfred Almont était Jenny Dulys, conseillère générale du canton du Morne-Rouge.

### Élections de 2007
| Candidat       | Candidat                    | Parti          | Premier tour | Premier tour | Second tour | Second tour |  |
| Candidat       | Candidat                    | Parti          | Voix         | %            | Voix        | %           |  |
| -------------- | --------------------------- | -------------- | ------------ | ------------ | ----------- | ----------- |  |
|                | Alfred Almont sortant réélu | UMP            | 9 321        | 45,01        | 13 268      | 51,83       |  |
|                | Catherine Conconne          | PPM            | 5 668        | 27,37        | 12 332      | 48,17       |  |
|                | Michel-Claude Cayol         | RDM            | 3 156        | 15,24        |             |             |  |
|                | Sylvain Elisabe Bolinois    | MIM            | 1 122        | 5,42         |             |             |  |
|                | Louis Boutrin               | BPM            | 1 026        | 4,95         |             |             |  |
|                | Jean-Jacques Magit          | CO             | 225          | 1,09         |             |             |  |
|                | Alex Marie Doens            | Divers gauche  | 189          | 0,91         |             |             |  |
|                |                             |                |              |              |             |             |  |
| Inscrits       | Inscrits                    | Inscrits       | 61 724       | 100,00       | 61 725      | 100,00      |  |
| Abstentions    | Abstentions                 | Abstentions    | 39 699       | 64,32        | 34 654      | 56,14       |  |
| Votants        | Votants                     | Votants        | 22 025       | 35,68        | 27 071      | 43,86       |  |
| Blancs et nuls | Blancs et nuls              | Blancs et nuls | 1 318        | 5,98         | 1 471       | 5,43        |  |
| Exprimés       | Exprimés                    | Exprimés       | 20 707       | 94,02        | 25 600      | 94,57       |  |

### Élections de 2012
| Candidat       | Candidat                | Parti                       | Premier tour | Premier tour | Second tour | Second tour |  |
| Candidat       | Candidat                | Parti                       | Voix         | %            | Voix        | %           |  |
| -------------- | ----------------------- | --------------------------- | ------------ | ------------ | ----------- | ----------- |  |
|                | Bruno Nestor Azerot élu | RDM                         | 5 742        | 21,60        | 16 812      | 55,47       |  |
|                | Luc-Louison Clémenté    | PPM                         | 5 558        | 20,91        | 13 496      | 44,53       |  |
|                | Yan Monplaisir          | UMP                         | 5 387        | 20,27        |             |             |  |
|                | Jenny Dulys-Petit       | Divers droite               | 3 117        | 11,73        |             |             |  |
|                | Marcellin Nadeau        | Divers écologiste (Modemas) | 2 871        | 10,80        |             |             |  |
|                | Félix Ismain            | diss. PPM                   | 1 407        | 5,29         |             |             |  |
|                | Christian Rapha         | Régionaliste (PRM)          | 728          | 2,74         |             |             |  |
|                | Frantz Lebon            | FSM                         | 577          | 2,17         |             |             |  |
|                | Olivier Jean-Marie      | Divers gauche               | 303          | 1,14         |             |             |  |
|                | Max Orville             | MoDem                       | 290          | 1,09         |             |             |  |
|                | Janine Maurice-Bellay   | EÉLV                        | 263          | 0,99         |             |             |  |
|                | Stéphanie de Gonneville | FN                          | 182          | 0,68         |             |             |  |
|                | Alex Duféal             | CO                          | 154          | 0,58         |             |             |  |
|                |                         |                             |              |              |             |             |  |
| Inscrits       | Inscrits                | Inscrits                    | 81 699       | 100,00       | 81 693      | 100,00      |  |
| Abstentions    | Abstentions             | Abstentions                 | 53 307       | 65,25        | 48 806      | 59,74       |  |
| Votants        | Votants                 | Votants                     | 28 392       | 34,75        | 32 887      | 40,26       |  |
| Blancs et nuls | Blancs et nuls          | Blancs et nuls              | 1 813        | 6,39         | 2 579       | 7,84        |  |
| Exprimés       | Exprimés                | Exprimés                    | 26 579       | 93,61        | 30 308      | 92,16       |  |

### Élections de 2017
|                                                                               |                                                                        |                           |                           |                          |                          |
|                                                                               |                                                                        | Premier tour 10 juin 2017 | Premier tour 10 juin 2017 | Second tour 17 juin 2017 | Second tour 17 juin 2017 |
|                                                                               |                                                                        |                           |                           |                          |                          |
|                                                                               |                                                                        | Nombre                    | % des inscrits            | Nombre                   | % des inscrits           |
| Inscrits                                                                      | Inscrits                                                               | 81 671                    | 100,00                    | 81 667                   | 100,00                   |
| Abstentions                                                                   | Abstentions                                                            | 58 461                    | 71,58                     | 53 867                   | 65,96                    |
| Votants                                                                       | Votants                                                                | 23 210                    | 28,42                     | 27 800                   | 34,04                    |
|                                                                               |                                                                        |                           | % des votants             |                          | % des votants            |
| Bulletins blancs                                                              | Bulletins blancs                                                       | 767                       | 3,30                      | 1 388                    | 4,99                     |
| Bulletins nuls                                                                | Bulletins nuls                                                         | 635                       | 2,74                      | 1 117                    | 4,02                     |
| Suffrages exprimés                                                            | Suffrages exprimés                                                     | 21 808                    | 93,96                     | 25 295                   | 90,99                    |
|                                                                               |                                                                        |                           |                           |                          |                          |
| Candidat Étiquette politique (partis et alliances)                            | Candidat Étiquette politique (partis et alliances)                     | Voix                      | % des exprimés            | Voix                     | % des exprimés           |
|                                                                               |                                                                        |                           |                           |                          |                          |
|                                                                               | Bruno Nestor Azerot (député sortant) Divers gauche                     | 7 132                     | 32,70                     | 14 110                   | 55,78                    |
|                                                                               | Justin Pamphile Divers gauche (Ensemble, pour une Martinique nouvelle) | 4 826                     | 22,13                     | 11 185                   | 44,22                    |
|                                                                               | Yan Monplaisir Les Républicains                                        | 4 458                     | 20,44                     |                          |                          |
|                                                                               | Marcellin Nadeau Régionaliste (Nou Pèp La)                             | 2 475                     | 11,35                     |                          |                          |
|                                                                               | Louis Boutrin Écologiste                                               | 1 218                     | 5,59                      |                          |                          |
|                                                                               | Karine Varasse La France insoumise                                     | 874                       | 4,01                      |                          |                          |
|                                                                               | Alex Dufeal Extrême gauche (Combat ouvrier)                            | 328                       | 1,50                      |                          |                          |
|                                                                               | Aurélie Le Gourlay Front national                                      | 199                       | 0,91                      |                          |                          |
|                                                                               | Katiucia Cantinol Union des démocrates et indépendants                 | 138                       | 0,63                      |                          |                          |
|                                                                               | Ludovic Minar Divers                                                   | 98                        | 0,45                      |                          |                          |
|                                                                               | Élisabeth Bailly Divers (Union populaire républicaine)                 | 62                        | 0,28                      |                          |                          |
| Source : Ministère de l'Intérieur - Deuxième circonscription de la Martinique |                                                                        |                           |                           |                          |                          |

### Élections de 2022
| Résultats des élections législatives des 12 et 19 juin 2022 de la 2e circonscription de Martinique |                          |                          |                          |              |              |             |             |
| Candidat                                                                                           | Candidat                 | Parti                    | Nuance                   | Premier tour | Premier tour | Second tour | Second tour |
| Candidat                                                                                           | Candidat                 | Parti                    | Nuance                   | Voix         | %            | Voix        | %           |
| | Marcellin Nadeau         | Péyi-A (NUPES)           | REG                      | 4 436        | 27,56        | 12 764      | 63,50       |
| | Justin Pamphile          | MIM (GSPM)               | REG                      | 4 160        | 25,84        | 7 348       | 36,50       |
| | Jean-Baptiste Rotsen     | PPM (AS)                 | DVG                      | 3 130        | 19,44        |             |             |
| | Karine Varasse           | LFI (NUPES)              | DVG                      | 2 127        | 13,21        |             |             |
| | Barbara Jean-Élie        | DVC                      | DVG                      | 721          | 4,48         |             |             |
| | Max Ferraty              | RN                       | RN                       | 598          | 3,71         |             |             |
| | Astrid Rodap             | UDI (UDC)                | UDI                      | 318          | 1,98         |             |             |
| | Chantal Saint-Olympe     | LP (UPF)                 | DVG                      | 212          | 1,32         |             |             |
| | Marcel Sellaye           | GRS                      | DXG                      | 155          | 0,96         |             |             |
| | Cynthia Bellame          | REC                      | REC                      | 123          | 0,76         |             |             |
| | Alex Duféal              | CO                       | DXG                      | 117          | 0,73         |             |             |
| Votes valides                                                                                      | Votes valides            | Votes valides            | Votes valides            | 16 097       | 93,52        | 20 112      | 93,50       |
| Votes blancs                                                                                       | Votes blancs             | Votes blancs             | Votes blancs             | 663          | 3,85         | 787         | 3,66        |
| Votes nuls                                                                                         | Votes nuls               | Votes nuls               | Votes nuls               | 452          | 2,63         | 611         | 2,84        |
| Total                                                                                              | Total                    | Total                    | Total                    | 17 212       | 100          | 21 510      | 100         |
| Abstention                                                                                         | Abstention               | Abstention               | Abstention               | 62 842       | 78,50        | 58 543      | 73,13       |
| Inscrits / participation                                                                           | Inscrits / participation | Inscrits / participation | Inscrits / participation | 80 054       | 21,50        | 80 053      | 26,87       |

### Élections de 2024
| Candidat                 | Candidat            | Parti et coalition | Nuance | Premier tour | Premier tour | Second tour | Second tour |
| Candidat                 | Candidat            | Parti et coalition | Nuance | Voix         | %            | Voix        | %           |
| ------------------------ | ------------------- | ------------------ | ------ | ------------ | ------------ | ----------- | ----------- |
|                          | Juvénal Rémir       | RN                 | RN     |              |              |             |             |
|                          | Christian Rapha     | DVD                | DVD    |              |              |             |             |
|                          | Alexandre Ventadour | App PPM            | DVG    |              |              |             |             |
|                          | Marcellin Nadeau *  | Péyi-A (NFP)       | REG    |              |              |             |             |
|                          | Yan Monplaisir      | DVD                | DVD    |              |              |             |             |
|                          |                     |                    |        |              |              |             |             |
| Votes valides            |                     |                    |        |              |              |             |             |
| Votes blancs             |                     |                    |        |              |              |             |             |
| Votes nuls               |                     |                    |        |              |              |             |             |
| Total                    | Total               | Total              | Total  |              | 100,00       |             | 100,00      |
| Abstention               |                     |                    |        |              |              |             |             |
| Inscrits / participation |                     |                    |        |              |              |             |             |

#### Département de la Martinique
- La fiche de l'INSEE de cette circonscription : « Tableaux et Analyses de la deuxième circonscription de la Martinique », sur insee.fr, site de l'Institut national de la statistique et des études économiques (consulté le 10 juin 2007) [PDF]

- « Tous les députés du département de la Martinique depuis 1789 », sur assemblee-nationale.fr, site de l'Assemblée nationale française (consulté le 10 juin 2007)

- « Informations contentieuses sur le département de la Martinique (Élections législatives de 2002) »(Archive.org • Wikiwix • Archive.is • Google • Que faire ?), sur conseil-constitutionnel.fr, site du Conseil constitutionnel (consulté le 13 juin 2007)

#### Circonscriptions en France
- « Carte des circonscriptions législatives en France », sur assemblee-nationale.fr, site de l'Assemblée nationale française (consulté le 20 juin 2007)

- « Résultats électoraux officiels en France »(Archive.org • Wikiwix • Archive.is • Google • Que faire ?), sur interieur.gouv.fr, site du ministère de l'Intérieur (France) (consulté le 13 juin 2007)

- Description et Atlas des circonscriptions électorales de France sur http://www.atlaspol.com, Atlaspol, site de cartographie géopolitique, consulté le 13 juin 2007.